# Села при Хинях
Села при Хинях (на словенски: Sela pri Hinjah) е село в Словения, регион Югоизточна Словения, община Жужемберк. Според Националната статистическа служба на Република Словения през 2015 г. селото има 49 жители.
Местната църква „Св. Георги“ е построена през 1901 г.